# 2021年吉尔吉斯斯坦宪法公投
2021年吉爾吉斯斯坦憲法公投是于2021年4月11日在吉尔吉斯斯坦举行的憲法公投，新憲法獲得85%選民的支持。

## 背景
根据吉尔吉斯斯坦选举管理机构所公布的官方统计结果显示，84.1%的选民在2021年1月的吉爾吉斯政體公投同意将政体改为总统制。之后新憲法的起草工作開始进行，並於2021年2月在最高议会進行了辯論。新憲法草案以總統制取代了議會制，總統的任期改为五年，得连任一次，而不是原本的六年不得连任；此外还將最高委員會的席位從120 個減少到90 個，並設立了憲法法院。3 月最高议会通過了一項法案，安排在4月11日（即地方選舉同一天）就新憲法進行全民投票。

## 结果
新憲法获得85%以上选民支持通过，但选民投票率只有36.35%，仅略高于公投有效所需的門檻为30%。
| 選項               | 票數      | %      |
| ------------------ | --------- | ------ |
| 支持               | 1,048,660 | 85.25  |
| 反對               | 181,370   | 14.75  |
| 有效票             | 1,230,030 | 93.08  |
| 無效或空白票       | 91,472    | 6.92   |
| 總票數             | 1,321,502 | 100.00 |
| 已登記選民及投票率 | 3,606,201 | 36.65  |
| 來源：CEC          |           |        |

## 反应
憲法公投结果正式赋予吉爾吉斯总统萨德尔·扎帕罗夫更多的权力，扎帕罗夫在2021年5月5日簽署颁布新憲法。但墨爾本法學院的副教授威廉‧帕萊特认为吉爾吉斯：正在走向一種接近威權總統主義形式的体制，雖然吉爾吉斯2021年新憲法沒有完全擁抱独裁總統制，但從歷史的角度來看，它確實讓吉爾吉斯總統權力回歸，是對行政集中制的傳統回歸。